# 約翰內斯科弗爾山

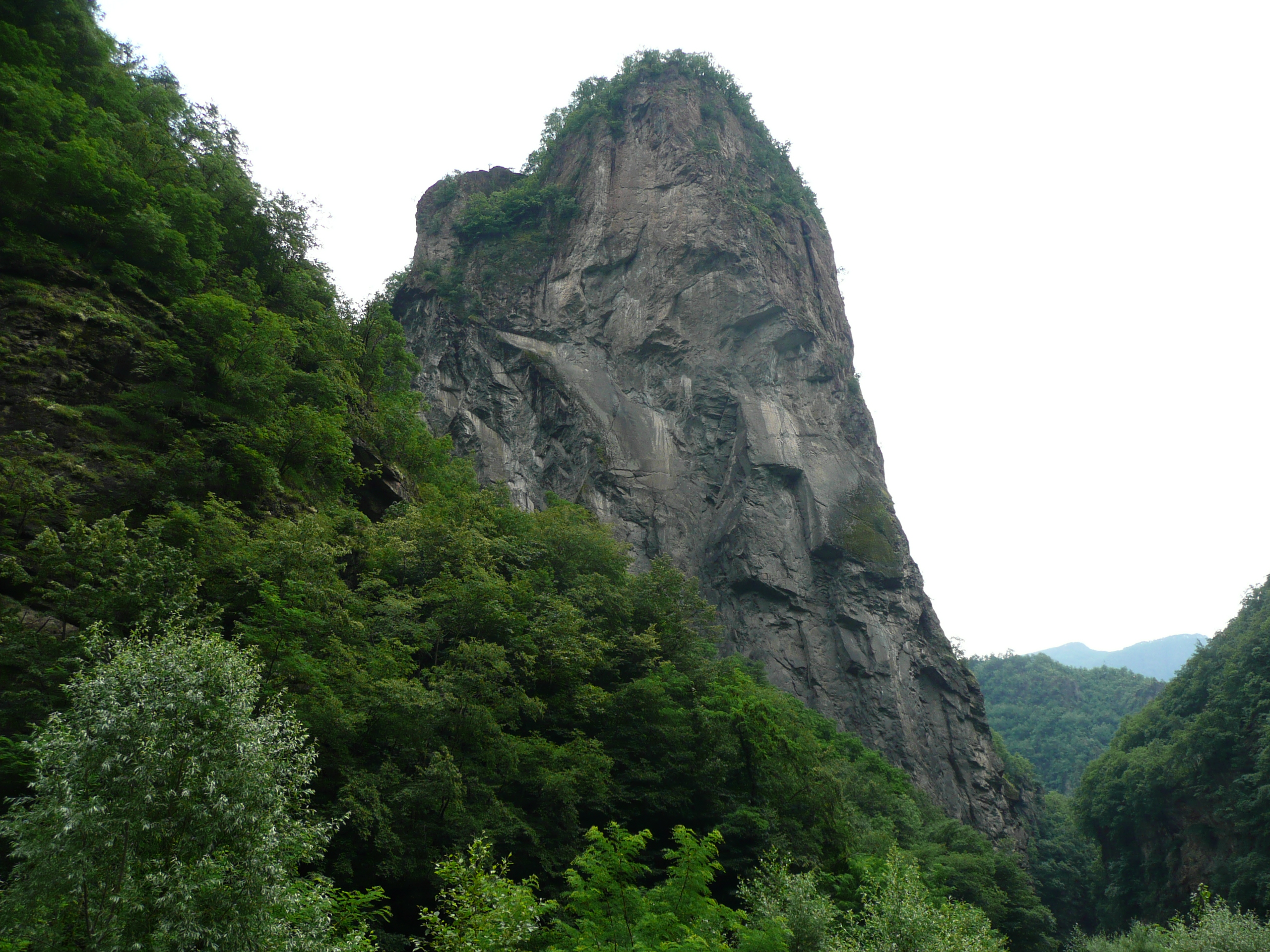

46°32′59″N 11°22′07″E / 46.549678°N 11.368656°E
約翰內斯科弗爾山（德語：Johanneskofel），是意大利的山峰，位於該國東北部，由博爾扎諾-南蒂羅爾自治省負責管轄，屬於萨恩塔尔山脉的一部分，海拔高度660米。